# Der Bulle von Tölz: Eine tödliche Affäre
Eine tödliche Affäre ist ein deutscher Fernsehfilm von Wigbert Wicker aus dem Jahr 2000 nach einem Drehbuch von Michael Lerchenberg. Es ist die 25. Folge der Krimiserie Der Bulle von Tölz mit Ottfried Fischer als Hauptdarsteller in der Rolle des Hauptkommissars Benno Berghammer. Die Erstausstrahlung erfolgte am 10. Mai 2000 auf Sat.1.

## Handlung
Die Hauptkommissare Benno Berghammer und Sabrina Lorenz haben allerhand zu tun: Eine tote Frau im Hotelzimmer sowie ein toter Bauer auf dem Traktor. Doch der Gerichtsmediziner Dr. Robert Sprung diagnostiziert bei beiden Fällen natürliche Tode. Die Frau starb beim Liebesakt an einer Herzmuskelentzündung, der Bauer an einem Herzinfarkt.
Dann findet Wolfgang Spann einen tödlich verunglückten Motorrollerfahrer. Der Tote hat weder Geld noch Papiere bei sich, aber die Halterabfrage ergibt, dass es sich um den Eisdielenbesitzer Giulio Traghetto handelt. Seine Frau Elena identifiziert ihn zweifelsfrei. Gerichtsmediziner Dr. Robert Sprung stellt fest, dass das Opfer mit einem Seidentuch stranguliert wurde. Darüber hinaus ist ihm aufgefallen, dass seine Taschen nach außen gestülpt waren, als hätte jemand sie durchsucht.
Laut Angelo Traghetto hat sein Bruder Giulio die Tageseinnahmen immer mit nach Hause genommen, diesmal rund 6000 Mark. Daher gehen die Kommissare Benno Berghammer und Sabrina Lorenz ab sofort von einem Raubmord aus. Als sie Wolfgang Spann zu Hause aufsuchen wollen, ergreift er in seinem Auto die Flucht. Nachdem Polizeihauptmeister Anton Pfeiffer ihn gestellt und ins Kommissariat gebracht hat, wird unter der Fußmatte von Spanns Auto das verschwundene Geld gefunden. Den Diebstahl gibt er nun notgedrungen zu, doch den Mord will er nicht begangen haben.
Kommissar Berghammers Mutter Resi spielt in Prälat Barthel Hinters Theatergruppe die Miss Marple im Agatha-Christie-Stück Mord im Pfarrhaus und geht in ihrer Rolle so weit auf, dass sie sich selbst im Privatleben mit der alten Dame identifiziert und zu Bennos Leidwesen nach englischen Rezepten kocht. Sie vermutet die Mafia hinter dem Mord und nimmt Herrn Springer, ihren Dauerpensionsgast, mit auf Ermittlungstour. Nachdem sie in der Fußgängerzone einige Zeit ergebnislos Ausschau nach Mafiosi gehalten haben, kehren sie in Traghettos Eiscafé ein, wo sie Zeugen eines Gesprächs zwischen Elena und Angelo werden. Aus den aufgeschnappten Wortfetzen schließen sie, dass die beiden ein Liebesverhältnis miteinander haben und Elenas Tochter Giovanna nichts davon weiß – also kein Mafiamord, sondern Mord aus Liebe als Raubmord getarnt. Mit dieser Theorie platzen Frau Berghammer und Herr Springer in die Vernehmung von Wolfgang Spann, werden aber vom Kommissar hinauskomplimentiert, weil er von der Täterschaft Spanns überzeugt ist. Kollegin Lorenz kann der Sache aber durchaus etwas abgewinnen, denn sie hat beobachtet, dass Giovanna, die Tochter des Opfers, hinkt, was von einem Sturz vom Motorroller herrühren könnte. Benno Berghammer wendet ein, dass Giovanna ein Alibi von ihrem Freund Andreas hat, der sie zur fraglichen Zeit nach Hause gefahren haben will, doch Sabrina Lorenz hält dagegen, dass ihr erster Liebhaber auch jeden Meineid für sie geschworen hätte. Da fällt dem Kommissar ein, dass er bei der letzten Theaterprobe gesehen hat, wie Giovanna bei einer bestimmten Szene in Tränen ausgebrochen ist, und zwar nicht auf gespielte Weise, sondern echt.
Frau Berghammer und Herr Springer hören sich in der Nachbarschaft der Familie Traghetto um und finden heraus, dass Giulio Traghetto regelmäßig Frau und Tochter verprügelt hat und sein Bruder Angelo zu seiner Schwägerin gegangen ist, sobald Giulio das Haus verlassen hat. Mit diesen neuen Erkenntnissen schickt Resi Berghammer Herrn Springer ins Kommissariat; sie selbst will ihrem Sohn lieber aus dem Weg gehen, weil sie nicht noch einmal hinausgeworfen werden will.
Von Prälat Hinter erfahren die Kommissare, dass Giovanna meistens von ihrem Vater von der Theaterprobe abgeholt wurde, weil er nicht wollte, dass seine Tochter mit Andreas zusammen ist; ebenso räumt er ein, dass der eifersüchtige Vater auch schon mal die Hand gegen seine Tochter erhoben hat. Elena Traghetto hingegen sagt aus, normalerweise habe Andreas ihre Tochter von den Proben nach Hause gebracht, so auch diesmal. Sie habe gehört, wie der Roller vor dem Haus angehalten habe, dann sei Giovanna zu ihr ins Schlafzimmer hinaufgekommen und habe ihr eine gute Nacht gewünscht; das mache sie immer. Zur Frage, wie das Verhältnis zwischen Vater und Tochter gewesen sei, schweigt sie.
Als die Kommissare Giovanna festnehmen, gibt Andreas zu, seiner Freundin ein falsches Alibi gegeben zu haben. Giovanna sagt aus, ihr Vater habe sie von der Probe abgeholt und sie unterwegs als Hure bezeichnet, und als sie zurückgeschrien habe, sie lasse sich nicht mehr alles gefallen, da habe er sie vom Roller gestoßen und verprügelt. Dann sei er weitergefahren und sie habe neben ihm herlaufen müssen. Er habe gesagt, wenn er Andreas noch einmal in ihrer Nähe sehe, dann werde er sie beide totschlagen. Anschließend habe er sie wieder aufsitzen lassen und sei weitergefahren. Da habe sie nicht anders können und habe sein Halstuch mit beiden Händen zugezogen. Sie seien in die Wiese gefahren und umgekippt, dann sei sie nach Hause gegangen.

## Hintergrund
Die Dreharbeiten erfolgten in Bad Tölz (u. a. Eisdiele „Garda“) und Gaißach (Unfallort); als Schauplatz für die „Pension Resi“ diente das Hollerhaus Irschenhausen.

## Trivia
Der in diesem Film vorkommende Herr Springer ist eine Anspielung auf den nur in den Rutherford-Filmen von Miss Marple vorkommenden „Mr. Stringer“. Wenige Jahre später spielte Ruth Drexel in der Fernsehfilm-Reihe Agathe kann’s nicht lassen eine Weiterentwicklung von Miss Marple.

## Kritik
Die Programmzeitschrift TV Spielfilm schreibt: „Krimioriginal mit bayrischer Gemütlichkeit.“